# Savage (cràter)
Savage és un cràter d'impacte en el planeta Mercuri de 93 km de diàmetre. Porta el nom de l'escultora estatunidenca Augusta Savage (1892-1962), i el seu nom va ser aprovat per la Unió Astronòmica Internacional el 2013.